# Gregory Ernest
Gregory Ernest (1997) es un deportista mauriciano que compite en triatlón. Ganó una medalla de plata en el Campeonato Africano de Triatlón de 2018.

## Palmarés internacional
| Campeonato Africano | Campeonato Africano | Campeonato Africano | Campeonato Africano |
| Año                 | Lugar               | Medalla             | Prueba              |
| ------------------- | ------------------- | ------------------- | ------------------- |
| 2018                | Rabat (Marruecos)   | Medalla de plata    | Individual          |